# TTV
TTV Oradea (fostă Transilvania TV) a fost a doua televiziune locală din Oradea. TTV este deținută de Clas Media SRL, companie care mai administrează și posturile Național TV și Favorit TV, care au acoperire în toată România.
Canalul s-a lansat pe 20 martie 2004 sub numele de Transilvania TV iar din 2008 a fost redenumit în TTV Oradea.
Acesta a fost închis pe 24 iulie 2024, după ce i-a expirat licența audiovizuală pe 23 iulie 2024, fără a mai fi prelungită licența.